# Unsuk Chin
Unsuk Chin (hangul=진은숙; hanja=陳銀淑) (Seúl, 14 de julio de 1961) es una compositora surcoreana de música clásica europea, que vive en Berlín.

## Vida

### Estudios musicales
Chin estudió composición en la Universidad Nacional de Seúl con Sukhi Kang, luego en Hamburgo con György Ligeti. La enseñanza de Ligeti ha contribuido fuertemente a la definición de su propio estilo, más que la influencia coreana. Siendo aún estudiante de Ligeti, recibió el premio en 1985 de la Competición Internacional Gaudeamus para compositores. Em
mplea los instrumentos tradicionales así como los electrónicos en sus obras. Según sus propias palabras, "el virtuosismo [la] fascina", es lo que explica la dificultad demoníaca de su concierto para violín, por el que ganó un premio Grawemeyer en 2004, y de su doble concierto para piano, percusión, y conjunto de 2002.

### Vida personal
Está casada con el pianista finlandés Maris Gothoni.

## Obra
Su pieza más conocida, Akrostichon-Wortspiel, para soprano y conjunto (1991/1993), es una ilustración ideal de su estilo, hecho de un refinamiento instrumental y vocal muy exagerada, pero al mismo tiempo lúdica y accesible. La pieza evoca, a partir de un texto hecho de onomatopeyas, el mundo de la infancia. La pieza ha sido grabada por la soprano finlandesa Piia Komsi con el Ensemble Intercontemporain y Kazushi Ōno.
Su primera ópera, Alicia en el país de las maravillas (Alice in Wonderland), fue estrenada el 30 de junio de 2007 en la Ópera Estatal de Baviera bajo la dirección de Kent Nagano. Testimonia la fascinación de Chin por la voz, que destaca notablemente por su trabajo seguido con Piia Komsi.